# Holger Stadie
Holger Stadie (* 23. März 1945) ist ein deutscher Jurist und war Professor an der Universität Leipzig.

## Leben
Stadie nahm 1964 ein Studium der Rechtswissenschaft auf, das er 1969 mit der Ersten Juristischen Staatsprüfung abschloss. 1973 beendete er seine juristische Ausbildung mit der Zweiten Juristischen Staatsprüfung. Im gleichen Jahr wurde er mit einer von Peter Ulmer betreuten Arbeit zum Thema „Stimmrechtsausschluss wegen Interessenkollision im Recht der Personengesellschaften“ an der Universität Hamburg zum Dr. iur. promoviert.
Im Anschluss war Stadie zunächst in der Hamburger Finanzverwaltung und der Landesfinanzschule tätig. 1980 wurde er Professor an der Fachhochschule für Öffentliche Verwaltung Hamburg. Von 1994 bis zu seiner Emeritierung im März 2010 war Stadie Professor an der Universität Leipzig, wo er den Lehrstuhl für Steuerrecht und Öffentliches Recht innehatte.

## Veröffentlichungen (Auswahl)
- Umsatzsteuerrecht. Otto Schmidt, Köln 2005. ISBN 3-504-24011-3.
- Allgemeines Steuerrecht. Otto Schmidt, Köln 2003. ISBN 3-504-20694-2.
- Das Recht des Vorsteuerabzugs. Otto Schmidt, Köln 1989. ISBN 3-504-24001-6.